# Соснівська сільська рада (Олександрівський район)
| Соснівська сільська рада — колишній орган місцевого самоврядування у Олександрівському районі Кіровоградської області з адміністративним центром у с. Соснівка. Сільській раді підпорядковані населені пункти: - с. Соснівка - с. Нижчі Верещаки |

## Склад ради
Рада складається з 14 депутатів та голови.

### Керівний склад ради
| ПІБ                       | Основні відомості                                                    | Дата обрання | Дата звільнення |
| ------------------------- | -------------------------------------------------------------------- | ------------ | --------------- |
| Зеленський Петро Петрович | Сільський голова, 1962 року народження, освіта, член народної партії | 26.03.2006   | 31.10.2010      |
| Лебідь Лариса Миколаївна  | Сільський голова, 1970 року народження, освіта вища, позапартійна    | 31.10.2010   |                 |

Примітка: таблиця складена за даними джерела

## Населення
Згідно з переписом УРСР 1989 року чисельність наявного населення сільської ради становила 1087 осіб, з яких 434 чоловіки та 653 жінки.
За переписом населення України 2001 року в сільській раді мешкало 917 осіб.

### Мова
Розподіл населення за рідною мовою за даними перепису 2001 року:
| Мова       | Відсоток |
| ---------- | -------- |
| українська | 98,58 %  |
| російська  | 0,87 %   |
| молдовська | 0,33 %   |
| інші       | 0,22 %   |